# Jovelina Pérola Negra
Jovelina Pérola Negra OMC (Rio de Janeiro, 21 de julho de 1944 — Rio de Janeiro, 2 de novembro de 1998), cujo nome de batismo era Jovelina Farias Belfort, foi uma cantora e compositora brasileira, e uma das grandes divas do samba. Voz rouca, forte, de tom popular e força batente. Herdeira do estilo de Clementina de Jesus, foi, como ela, empregada doméstica antes de fazer sucesso no mundo artístico.
É tia do cantor Seu Jorge.

## Biografia
Nascida em Botafogo (zona sul do Rio de Janeiro), Jovelina logo fincou pé na Baixada Fluminense. Apareceu para o grande público no disco Raça Brasileira, uma coletânea de cantores de pagode ainda desconhecidos. Pastora do Império Serrano, ajudou a consolidar o pagode.
Verdadeira tiete do partideiro Bezerra da Silva, Jovelina começou a dizer seus pagodinhos no Vegas Sport Clube, em Coelho Neto, levada pelo amigo Dejalmir, que também lançou o nome Jovelina Pérola Negra, homenagem à sua cor reluzente.
Gravou cinco discos individuais conquistando um Disco de Platina. Atualmente são encontradas apenas as coletâneas com os grandes sucessos como "Feirinha da Pavuna", "Bagaço da Laranja" (gravada com Zeca Pagodinho), "Luz do Repente", "No Mesmo Manto" e "Garota Zona Sul", entre outros. O sucesso chegou tardiamente e ela não realizou o sonho de "ganhar muito dinheiro e dar aos filhos tudo o que não teve".
Faleceu enquanto dormia em sua residência, no dia 2 de novembro de 1998, aos 54 anos, de infarto no bairro da Pechincha, no Rio de Janeiro, e foi sepultada no Cemitério da Pechincha. Deixou três filhos - José Renato, Cleyton e a cantora Cassiana Belfort -, que teve com Milton dos Santos, de quem era separada.

## Estilo
O estilo muito pessoal conquistou muitos fãs no meio artístico, levando até mesmo Maria Bethânia a uma apresentação no Terreirão do Samba, na Praça Onze de Junho, de onde a diva da música popular brasileira só saiu depois de ouvir "dona Jove versar". Alcione já homenageou a "Pérola Negra" em um de seus melhores discos, "Profissão Cantora". Enquanto o samba e o verdadeiro partido-alto existirem, Jovelina sempre será lembrada pela voz potente e a ginga própria - assim como Clementina de Jesus.

## Homenagens
Houve em 2012 em homenagem a Jovelina Pérola Negra na Arena Carioca Jovelina Pérola Negra o show "Viva Jovelina - Pérola Negra do Samba" com várias participações de artistas entre os quais: Aloísio Machado, Aninha Portal, grupo Batuque Novo, Cassiana Belfort (filha de Jovelina), Juninho, Ircéia Pagodinho, Sombrinha, Tantinho da Mangueira, Thybau, Renatinho Partideiro, Rose Guará e Zé Luís do Império.
Jovelina Pérola Negra foi homenageada pelo Google em 21 de julho de 2022 através do Doodle, em comemoração ao 78º aniversário de nascimento da cantora. Na ilustração, Jovelina aparece cantando segurando um microfone. A artista da ilustração, La Minna, afirmou que a inspiração da arte veio do samba de quintal.
A escola de samba Lins Imperial anunciou Jovelina como seu enredo para o carnaval de 2024.

## Discografia
Jovelina Pérola Negra teve participação somente em três músicas no álbum Raça Brasileira
| Álbuns | Álbuns                                              | Álbuns | Álbuns    |
| Ano    | Título                                              | Mídia  | Gravadora |
| ------ | --------------------------------------------------- | ------ | --------- |
| 1985   | Jovelina Pérola Negra                               | LP     | RGE       |
| 1985   | Raça Brasileira (participação em três faixas)       | LP     | RGE       |
| 1986   | Arte do Encontro                                    | LP     | Som Livre |
| 1987   | Luz do Repente                                      | LP     | RGE       |
| 1988   | Sorriso Aberto                                      | LP     | RGE       |
| 1990   | Amigos Chegados                                     | CD     | RGE       |
| 1991   | Sangue Bom                                          | CD     | RGE       |
| 1993   | Pagodão da Jovelina                                 |        |           |
| 1993   | Vou da Fé                                           | CD     | RGE       |
| 1996   | Samba Guerreiro                                     | CD     | RGE       |
|        | Duetos                                              |        |           |
| 2000   | Grandes Sucessos                                    | CD     | RGE       |
| 2000   | Pérola                                              | CD     |           |
| 2007   | Jovelina Pérola Negra Duetos - É Isso Que Eu Mereço | CD     | Som Livre |

## Ligação externa
- Jovelina Pérola Negra em Dicionário Cravo Albin da Música Popular Brasileira